# Kwark powabny
Kwark powabny (ang. charm, oznaczenie c) – jeden z kwarków. Nie występuje w zwykłej materii, występuje natomiast w cząstkach wytwarzanych sztucznie, np. mezonach D.
Istnienie kwarku powabnego zostało zapostulowane przez Bjørkena i Glashowa w 1964 roku, natomiast pierwszy raz wykrycia takiej cząstki dokonały w 1974 roku dwa zespoły: Burtona Richtera w SLAC i Samuela Tinga w BNL.
Parametry kwarku c:
- masa: 1,15 do 1,35 GeV/c²[2]
- ładunek elektryczny: +2/3 e
- izospin: 0 (trzecia składowa)
- spin: 1/2
- powab: +1

Kwark c jest cięższy od protonu i neutronu.